# EDSAC
EDSAC (на английски: Electronic Delay Storage Automatic Calculator) е модел ранен компютър, създаден през 1949 г. в Кеймбриджкия университет (Великобритания) от група разработчици начело с Морис Уилкс. Проектът е финансиран от Министерство на отбраната, държавния бюджет, университетския бюджет, а също и от грант на компанията J. Lyons & Co.. Официално, устройството се нарича калкулатор. Това е първият в света компютър със запаметена програма. Архитектурата на машината наследява архитектурата на американския EDVAC. Проектът по създаване на EDSAC отнема две и половина години. През пролетта на 1949 г. е завършена настройката на машината и на 6 май 1949 г. е изпълнена първата компютърна програма – изчисление на таблица с квадратите на числата от 0 до 99. Представен е на обществеността в периода 22 – 25 юни 1949 година.